# 床头柜

床头柜，內含一个抽屉和三塊架子

床头柜是一种小型桌子或柜子，這種櫃子專門放在床边或卧室的其他地方。床头柜通含有抽屜，還有些床頭櫃带有小门。人們通常將夜晚可能要用到的物品放在床頭櫃上，例如台灯、阅读材料、手机、眼镜、纸巾、饮料或药物。木材和刨花板是制作床头柜時最常用到的原材料。在室内抽水馬桶普及之前，人們會把尿壺放進床头柜中。因此早期的床头柜通常是個小型柜子。